# Lethe chandica
Lethe chandica är en fjärilsart som beskrevs av Moore 1857. Lethe chandica ingår i släktet Lethe och familjen praktfjärilar. Inga underarter finns listade i Catalogue of Life.

## Bildgalleri

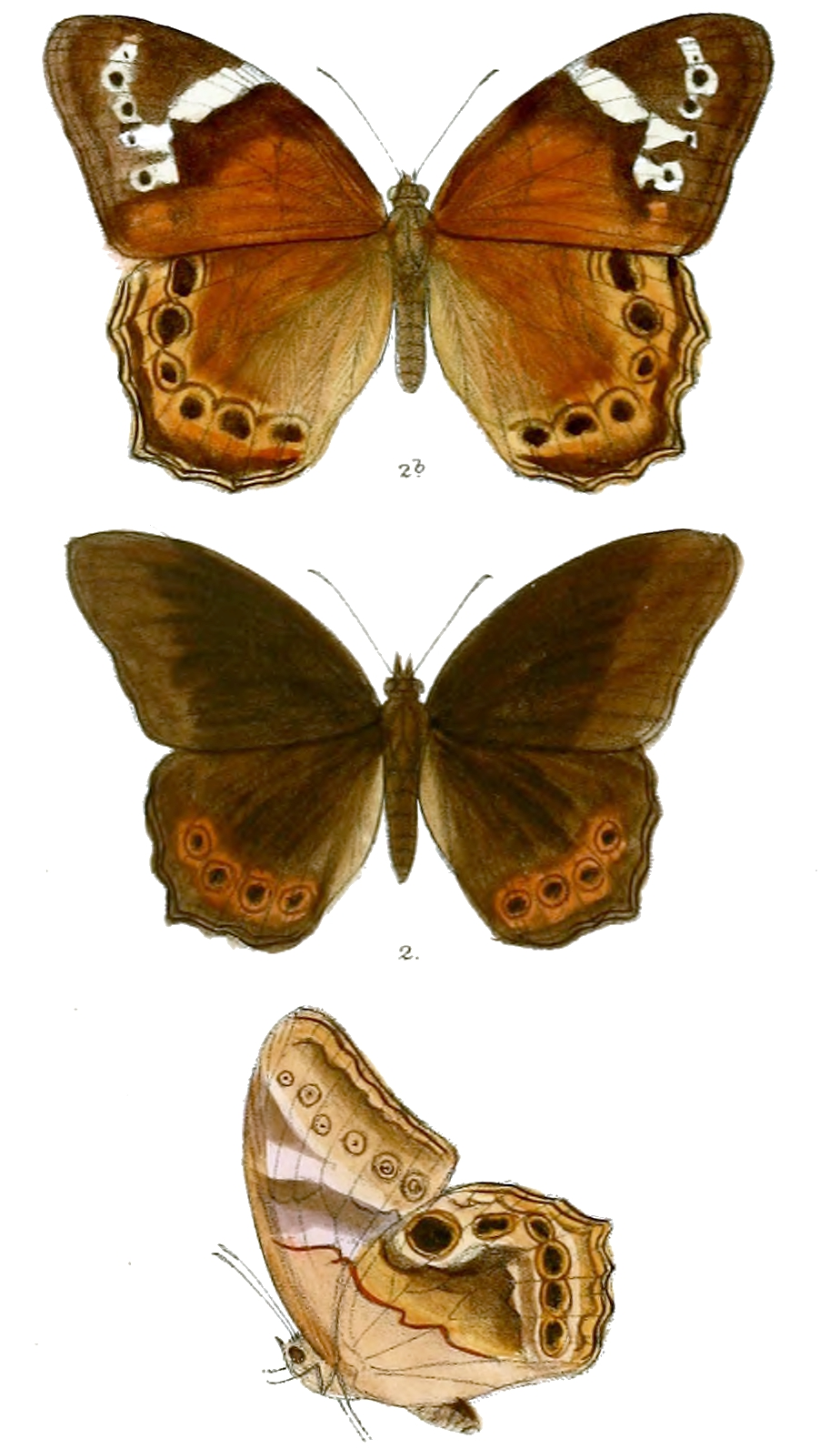
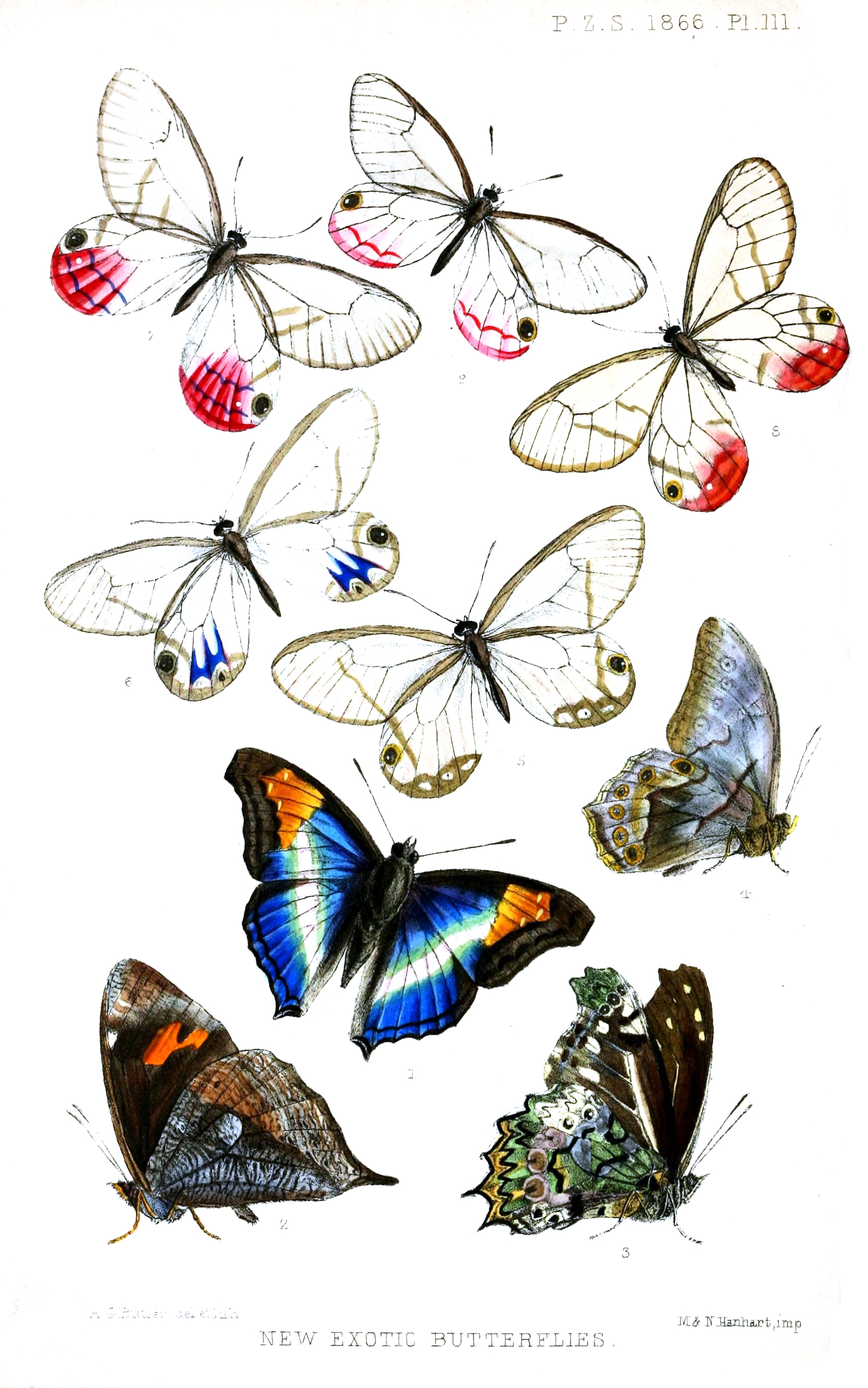
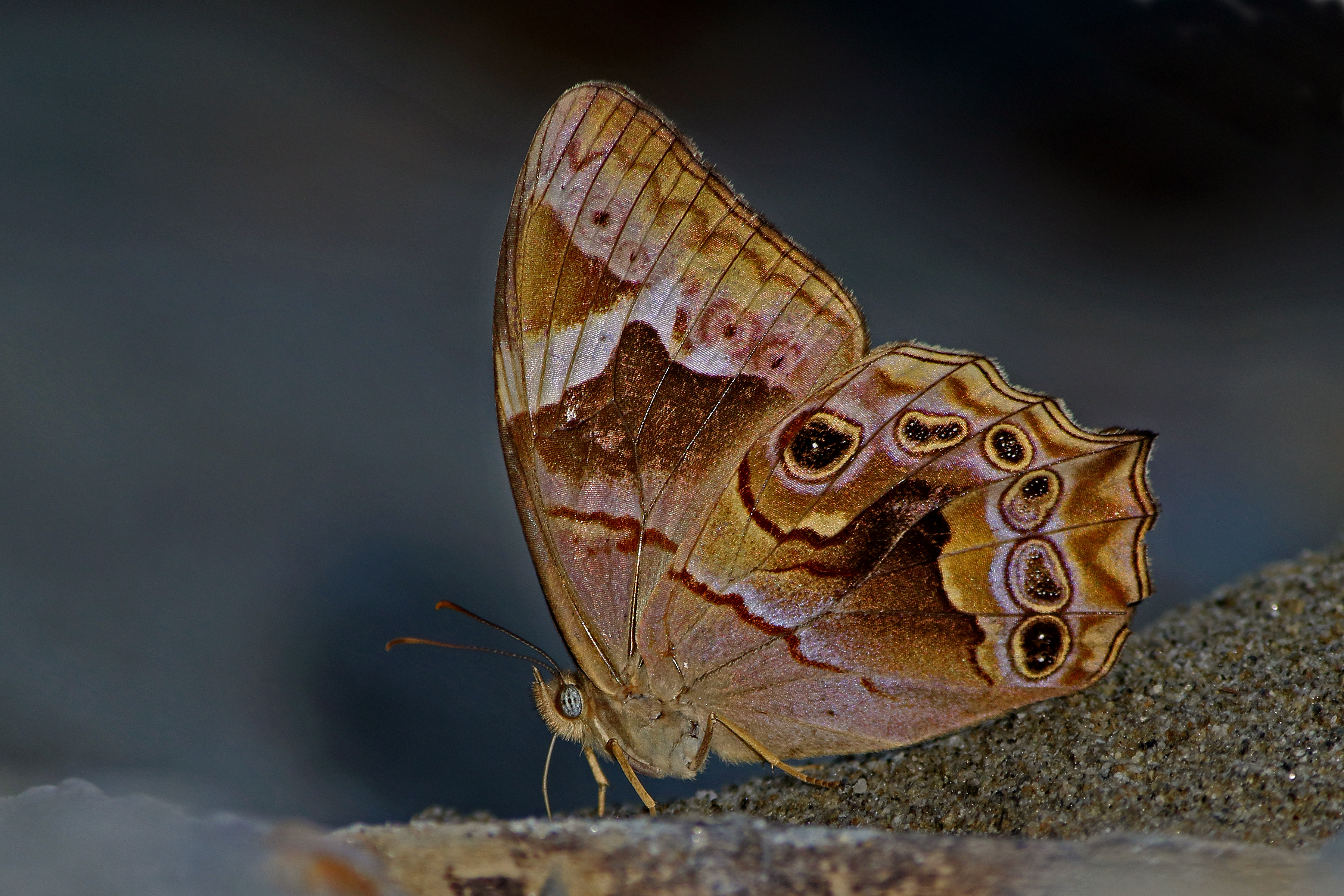